# Roberto Baronio
Roberto Baronio est un footballeur italien né le 11 décembre 1977 à Manerbio (Italie). Il évolue au poste de milieu de terrain.
Il remporte la Coupe des Coupes en 1999 avec la Lazio. En 2000, il est élu meilleur jeune joueur de l'année de Serie A, puis il remporte le Championnat d'Europe espoirs avec l'équipe d'Italie espoirs.
En 2005, il reçoit son unique sélection en équipe d'Italie.

## Palmarès en tant que joueur
- 3 Supercoupe d'Italie : 1998, 2000, 2009 Lazio Rome
- 1 Coupe des Coupes : 1999 Lazio Rome
- 1 Championnat d'Europe de football espoirs : 2000
- 1 Jeux méditerranéens : 1997
- Meilleur jeune de Serie A en 2000